# Bunt Satsumy
Bunt Satsumy (jap. 西南戦争 seinan-sensō; „wojna na południowym zachodzie”) – ostatnia i najpoważniejsza rewolta byłych samurajów z prowincji Satsuma, reprezentujących upadający system feudalny (bakuhan-taisei, „system siogunatu i domen”), przeciwko nowemu rządowi cesarza Meiji. Bunt trwał od 29 stycznia do 24 września 1877 r. na Kiusiu. Przywódcą był Takamori Saigō (1828–1877).

## Podłoże
Przyczyn wybuchu rebelii należy doszukiwać się w społecznym niezadowoleniu z reform, które nastąpiły po obaleniu siogunatu (bakufu) w 1868 roku. Modernizacja oznaczała odebranie dotychczasowych przywilejów kaście wojowników i podkopanie ich sytuacji materialnej. Wielu byłych samurajów odczuwało dyskomfort związany z kierunkiem, w jakim podążała Japonia, będącym jawnym pogwałceniem idei jōi („wypędzić barbarzyńców”), jednego z haseł, które wyniosło reformatorów okresu Meiji do władzy. Pomimo kluczowej roli odgrywanej przez Satsumę w nowym rządzie, wśród szeregowych samurajów narastało niezadowolenie.
Chociaż domena (han) Satsuma odegrała kluczową rolę w restauracji cesarstwa i modernizacji Japonii po ponad 250 latach panowania rodu Tokugawów, a jej przedstawiciele uzyskali wiele wiodących stanowisk w nowym systemie władzy, to wśród klasy byłych wojowników narastało niezadowolenie z prozachodniego kierunku, w którym zmierzał kraj. Ponadto przemiany polityczne, gospodarcze i społeczne kraju oznaczały dla nich utratę uprzywilejowanego statusu społecznego i finansowego.

Mapa schematyczna kampanii

Znaczącą rolę w buncie odegrał Takamori Saigō, jedna z kluczowych i najbardziej znanych postaci przewrotu Meiji. Początkowo był on zwolennikiem przemian i obalenia siogunatu Tokugawów. Został doradcą młodego cesarza i ministrem w nowym rządzie. Stopniowo jednak zaczął okazywać krytycyzm wobec prozachodnich reform i dążyć do utrzymania przywilejów dla klasy samurajów. Opowiedział się także za wojną z Koreą (rozważano taką możliwość po niedyplomatycznym potraktowaniu japońskiej delegacji przez władze Korei), ale jego koncepcje zostały odrzucone. Takamori Saigō od czasu odejścia z rządu Meiji z powodu odrzucenia jego inicjatywy w kierunku wywołania wojny z Koreą pozostawał na uboczu, izolując się od polityki. Zamiast tego angażował się w działalność tzw. shigakkō, czyli prywatnych szkół dla samurajów. To właśnie spośród studentów tych szkół rekrutowała się większość buntowników.
Pierwszy spór wybuchł podczas reformy płac. W 1870 roku zniesiono podział wśród samurajów, ale Kagoshima zignorowała rządowe wytyczne i pozostała przy starym systemie rang. W 1872 wprowadzono wprawdzie podział wojowników na dwie kategorie, ale nadal przeciwstawiano się zrównaniu wszystkich wobec prawa. W 1873 roku rząd przeprowadził reformę gruntową – w Kagoshimie zmiany te udało się wprowadzić dopiero po stłumieniu rebelii Seinan. Tego samego roku w życie weszła ustawa o powszechnym poborze do wojska, co bezpośrednio godziło w godność samurajów i zasadniczo odbierało sens bycia ich klasie. Krytyczny moment nadszedł w 1876 roku – 28 marca zakazano noszenia mieczy wszystkim z wyjątkiem żołnierzy i policjantów. Gubernator Kagoshimy odmówił wprowadzenia edyktu w życie,  w związku z czym został odwołany. W Satsumie zaczęły mnożyć się lokalne bunty.
W styczniu 1877 roku rząd, zaniepokojony głosami dochodzącymi z Kagoshimy, wysłał do Satsumy statek z żądaniem wydania całych zapasów amunicji. Wieść o tym podburzyła studentów shigakkō. Nocą 30 stycznia wdarli się do prochowni i zabrali ok. 60 tys. sztuk amunicji; po tym jednym nastąpiły kolejne ataki. Jednocześnie wyszła na jaw afera, w którą ponoć zamieszane były władze, dążące do kontroli nad shigakkō, a nawet do zamachu na życie Saigō. Ten ostatni, choć zasadniczo nie pochwalał buntu przeciw rządowi, było nie było, cesarskiemu, ostatecznie zdecydował się poprzeć buntowników, a nawet stanąć na ich czele.

## Walka
Niezadowolenie wśród samurajów oraz poparcie dla Saigō były tak silne, że Satsuma prawie oddzieliła się od rządu centralnego przed końcem 1876 r. i zaczęła szykować się do wojny. Z tego powodu w styczniu 1877 r. władze wysłały okręt wojenny do Kagoshimy, aby rozbroić to główne miasto Satsumy. Jednostka została jednak przejęta przez zbuntowanych samurajów. Incydent spowodował przyspieszenie decyzji o wyruszeniu na Tokio. Armia, rekrutująca się głównie spośród studentów shigakkō, liczyła łącznie ok. 12 tys. ludzi. Była jednak pozbawiona wsparcia logistycznego i źródeł zaopatrzenia. W porównaniu z tym wojska rządowe dysponowały 14 razy większymi zasobami dział i amunicji. Armia około dwudziestu tysięcy samurajów wyruszyła na nową stolicę z zamiarem dokonania przewrotu i przywrócenia tradycyjnego porządku społecznego i wartości.
15 lutego oddziały rebeliantów wyruszyły na Kumamoto. Oficjalnie maszerowały jako „eskorta” Saigō, który udawał się do Tokio. 22 lutego przystąpiły do oblężenia garnizonu w Kumamoto w centralnej części Kiusiu, gdzie załoga pod dowództwem generała Kanjō Taniego powstrzymywała ich przez około sześć tygodni. Rebelianci atakowali z mieczami w dłoniach, stając naprzeciw nowocześnie uzbrojonym żołnierzom oddziałów cesarskich. Pomimo poparcia miejscowej ludności, przeciągające się oblężenie szybko wyczerpywało siły rebeliantów. Był to poważny błąd z ich strony, gdyż pozwoliło to w międzyczasie oddziałom rządowym (ok. 300 tys.) na dotarcie na miejsce oblężenia. 15 kwietnia oddziały rządowe dotarły do Kumamoto. Armia rządowa, uzbrojona w nowoczesną broń palną i stosująca nową taktykę, pod dowództwem Sumiyoshiego Kawamury zepchnęła ostatecznie „buntowników z dwoma mieczami” do Kagoshimy. Od tej pory obraz wojny diametralnie się zmienił. Od maja do września 1877 roku wojska cesarskie prowadziły pościg za cofającymi się rebeliantami. Ostateczna bitwa miała rozegrać się na zboczach Shiroyamy. Po kilku graniczących z cudem ucieczkach przed naporem oddziałów rządowych rebelianci przygotowywali się do ostatecznego rozstrzygnięcia. Około 400-osobowemu oddziałowi Takamoriego Saigō brakowało prowiantu, amunicji, lekarstw. 23 września dowodzący wojskami cesarskimi Aritomo Yamagata wysłał do Saigō list z propozycją zawieszenia broni. Nie otrzymał odpowiedzi. Następnego dnia o 3 nad ranem jego armia przystąpiła do szturmu na Shiroyamę. Przewaga oddziałów rządowych wynosiła 60 do 1, do tego należy dodać wsparcie artylerii. Do godziny 6 przy życiu pozostało tylko 40 rebeliantów, a Saigō był śmiertelnie ranny. Gdy umarł, ostatni z samurajów z mieczami w dłoniach rzucili się na oddziały Yamagaty. Przywitał ich ogień artylerii. Wraz z ich śmiercią skończyła się wojna seinan.
Rebelia Satsumy była trudnym wyzwaniem dla nowej władzy cesarskiej, ale wyszła ona z niej wzmocniona. Dla samurajów oznaczała koniec istotnej roli w dziejach Japonii. Takamori Saigō został tragicznym bohaterem, symbolem poświęcenia dla wyznawanych zasad.
Był to ostatni zryw zdeklasowanych samurajów. Sympatie narodu stały po stronie pokonanych i postać Saigō doczekała się mitologizacji jeszcze za życia. Powstało wiele legend, mówiących że przeżył i udał się na kontynent rekrutować siły do podboju Japonii. Nie mogąc sobie poradzić ze społecznym poparciem dla Saigō rząd Meiji oczyścił jego imię 22 lutego 1889 roku i awansował pośmiertnie do najwyższych honorów.

## W mediach
- Gra wideo na konsolę PS2 Droga samuraja dzieje się podczas rebelii Satsumy.
- Film Ostatni samuraj w reżyserii Edwarda Zwicka z udziałem Toma Cruise’a i Kena Watanabe jest luźno związany z wydarzeniami podczas powstania.
- W grze Total War: Shogun 2 istnieje cała kampania bitew poświęcona rebelii Satsumy.
- W utworze metalowego zespołu Sabaton – „Shiroyama”.